# Giovanni Bertacchi (militare)
Giovanni Bertacchi (Lugo, 30 gennaio 1894 – Gallio, 4 dicembre 1917) è stato un militare italiano, decorato di Medaglia d'oro al valor militare alla memoria per le azioni eroiche compiute nella prima guerra mondiale.

## Biografia
Nacque a Lugo (RA) il 30 gennaio 1894, figlio di Paolo e Luisa Vaciago. Compì gli studi classici ad Avellino, iscrivendosi poi alla facoltà di lettere dell'università di Pisa. Nazionalista ed interventista, dopo l'entrata in guerra del Regno d'Italia, avvenuta il 24 maggio 1915, chiese subito di arruolarsi, ma fu giudicato rivedibile. Dopo aver ottenuto la piena idoneità fisica, venne arruolato nel Regio Esercito nel mese di novembre. Ammesso a frequentare il corso per allievo ufficiale di complemento presso la Regia Accademia Militare di Fanteria e Cavalleria di Modena, divenne aspirante nel marzo del 1916, entrando in servizio presso il 157º Reggimento fanteria della Brigata "Liguria". Raggiunse il suo reggimento in zona di operazioni, entrando in servizio come sottotenente presso la 1ª Compagnia. Combatté sul Monte Zovetto nel corso della battaglia degli Altipiani, ricevendo per il suo comportamento un Encomio Solenne il 16 giugno 1916. Tenente dal febbraio 1917, ricevette un secondo Encomio Solenne per il comportamento tenuto in combattimento sul Monte Pasubio nell'agosto dello stesso anno. Dopo l'esito negativo della battaglia di Caporetto, e il successivo ripiegamento sulla linea del Piave, ritornò in linea sul Monte Zomo al comando di un plotone della compagnia. Si distinse nei duri combattimenti dal 16 al 24 novembre, in cui furono respinti gli attacchi nemici. Il 4 dicembre si trovava in linea nel settore Monte Zomo-Sisemol, e fu impegnato a respingere un assalto contro Casa Sambugari di Gallio, in Val Frenzela. Ferito gravemente continuò a combattere fino a quando non rimase ucciso, colpito in pieno dallo scoppio di una bomba a mano. La sua salma non venne mai ritrovata.
Nel 1918 l'università di Pisa gli conferì la laurea in lettere ad honorem, mentre per onorarne il coraggio, con Regio Decreto 13 luglio 1919, gli fu concessa la Medaglia d'oro al valor militare alla memoria.

### Annotazioni
1. ↑  Suo padre era un tenente dell'esercito che prestava servizio nella locale caserma, e che più tardi raggiunse il grado di generale, e venne insignito della Croce di Cavaliere dell'Ordine militare di Savoia. Anche due suoi fratelli prestarono servizio nella prima guerra mondiale.

### Fonti
1. ↑  Carolei, Greganti, Modica 1968, p. 212.
2. 1 2 3 4 5 6 7 8  Combattenti Liberazione.
3. 1 2 3 4 5 6 7 8  Coltrinari, Ramaccia 2018, p. 239.
4. ↑  Sito web del Quirinale: dettaglio decorato.
5. ↑   Bollettino ufficiale delle nomine, promozioni e destinazioni negli ufficiali e sottufficiali del R. esercito italiano e nel personale dell'amministrazione militare, 1919,  p. 3807. URL consultato il 17 febbraio 2020.